# USS Colhoun (DD-801)
USS Colhoun (DD-801), là một tàu khu trục lớp Fletcher được Hải quân Hoa Kỳ chế tạo trong Chiến tranh Thế giới thứ hai. Nó là chiếc tàu chiến thứ hai của Hải quân Mỹ được đặt theo tên Chuẩn đô đốc Edmund Colhoun (1821–1897), người tham gia các cuộc Chiến tranh Mexico-Hoa Kỳ và cuộc Nội chiến Hoa Kỳ. Nó đã hoạt động trong Thế Chiến II cho đến khi bị máy bay Kamikaze đánh chìm trong trận Okinawa vào ngày 6 tháng 4 năm 1945. Colhoun được tặng thưởng một Ngôi sao Chiến trận do thành tích phục vụ trong Thế Chiến II.

## Thiết kế và chế tạo
Colhoun được đặt lườn tại xưởng tàu của hãng Todd-Pacific Shipbuilding Corp. ở Seattle, Washington vào ngày 3 tháng 8 năm 1943. Nó được hạ thủy vào ngày 10 tháng 4 năm 1944; được đỡ đầu bởi một nữ quân nhân, Đại úy K. K. Johnson, và nhập biên chế vào ngày 8 tháng 7 năm 1944 dưới quyền chỉ huy của Trung tá Hải quân G. R. Wilson.

## Lịch sử hoạt động
Colhoun đi đến Trân Châu Cảng vào ngày 10 tháng 10 năm 1944 để làm nhiệm vụ tuần tra và huấn luyện. Nó được phái đến Iwo Jima vào ngày 19 tháng 2 năm 1945, nơi nó làm nhiệm vụ hộ tống các tàu vận chuyển, cột mốc radar canh phòng cũng như trực tiếp hỗ trợ hỏa lực trong lực lượng chiến đấu trên bờ trong trận Iwo Jima. Một loạt đạn pháo bờ biển đối phương đã bắn trúng con tàu vào ngày 1 tháng 3, khiến một người thiệt mạng và 16 người khác bị thương. Sau khi rút lui về Saipan để sửa chữa, nó lại đi đến Okinawa vào ngày 31 tháng 3, đảm nhiệm vai trò cột mốc radar canh phòng nhằm cảnh báo sớm các đợt không kích phản công của đối phương.
Trong một đợt tấn công quy mô lớn bởi máy bay tấn công cảm tử Kamikaze, lần đầu tiên diễn ra trong trận Okinawa vào ngày 6 tháng 4, lúc 15 giờ 30 phút, Colhoun nhận được yêu cầu trợ giúp từ tàu khu trục Bush (DD-529) và đã đi đến để trợ giúp đồng đội. Nó đặt những khẩu pháo phòng không của mình giữa Bush và những máy bay tự sát, bắn rơi ba chiếc trước khi một chiếc thứ tư ném một quả bom vào phòng nồi hơi phía sau và đâm trúng vào khẩu đội pháo phòng không Bofors 40 mm, làm tung những mảnh vỡ bùng cháy khắp con tàu. Tuy nhiên Colhoun vẫn duy trì được động lực và sử dụng hệ thống lái dự phòng, tiếp tục đối phó với một bộ ba máy bay tự sát tiếp theo.
Hỏa lực phòng không của Colhoun tiếp tục bắn rơi hai chiếc Kamikaze, nhưng chiếc thứ ba đã đâm trúng nó bên mạn phải. Quả bom chiếc máy bay mang theo kích nổ đã làm vỡ lườn tàu, làn thủng cả hai nồi hơi và thủng một lổ 20 ft × 4 ft (6,1 m × 1,2 m) trên lườn tàu bên dưới mực nước. Phải vận hành các khẩu pháo còn lại bằng tay, các pháo thủ phòng không tiếp tục đối đầu với một đợt ba máy bay tấn công tự sát khác, bắn rơi một chiếc và gây hư hại cho chiếc thứ hai. Chiếc thứ ba đâm trúng phía đuôi tàu, quả bom nảy lên sàn tàu và phát nổ gây ra thêm một lổ thủng 3 ft (0,91 m) khiến con tàu ngập thêm nước.
Colhoun nỗ lực để duy trì nổi được, nhưng một chiếc Kamikaze cuối cùng lại đâm trúng cầu tàu gây ra một đám cháy lớn. Đến 18 giờ 00, tàu đổ bộ USS LCS-48 cho di tản phần lớn mọi người ngoại trừ một thủy thủ đoàn hạt nhân ở lại tàu, trong khi một tàu kéo tìm cách kéo nó quay trở lại Okinawa. Tuy nhiên con tàu bị nghiêng nặng, không thể kiểm soát việc ngập nước và đám cháy tiếp tục lan mạnh, nên cuối cùng nó bị đánh đắm bởi hải pháo từ tàu khu trục USS Cassin Young (DD-793), đắm ở tọa độ 27°16′B 127°48′Đ / 27,267°B 127,8°Đ. 34 người đã thiệt mạng cùng 21 người khác đã bị thương trong trận này.

## Phần thưởng
Colhoun được tặng thưởng một Ngôi sao Chiến trận do thành tích phục vụ trong Thế Chiến II.